# Монталдо (Алесандрија)
Монталдо је насеље у Италији у округу Алесандрија, региону Пијемонт.
Према процени из 2011. у насељу је живело 94 становника. Насеље се налази на надморској висини од 413 м.